# London Metal Exchange
London Metal Exchange (kratica LME) je londonska blagovna in terminska borza, kjer se trguje z barvnimi kovinami.